# Olympische Sommerspiele 2004/Teilnehmer (Trinidad und Tobago)
| Gelbes Symbol für Goldmedaillen mit stilisierten Olympischen Ringen | Graues Symbol für Silbermedaillen mit stilisierten Olympischen Ringen | Braundes Symbol für Bronzemedaillen mit stilisierten Olympischen Ringen |
| ------------------------------------------------------------------- | --------------------------------------------------------------------- | ----------------------------------------------------------------------- |
| —                                                                   | —                                                                     | 1                                                                       |

Trinidad und Tobago nahm an den Olympischen Sommerspielen 2004 in Athen, Griechenland, mit einer Delegation von 19 Sportlern (zehn Männer und neun Frauen) teil.

## Medaillengewinner
Mit einer gewonnenen Bronzemedaille belegte das Team Platz 70 im Medaillenspiegel.

### Bronze
| Name          | Sportart  | Wettkampf       |
| ------------- | --------- | --------------- |
| George Bovell | Schwimmen | 200 Meter Lagen |

## Teilnehmer nach Sportarten

### Leichtathletik
- Nico Alexander
100 Meter: Viertelfinale
4 × 100 Meter: 7. Platz

- Ato Boldon
100 Meter: Vorläufe
4 × 100 Meter: 7. Platz

- Marc Burns
100 Meter: Vorläufe
4 × 100 Meter: 7. Platz

- Ato Modibo
400 Meter: Vorläufe

- Sherridan Kirk
800 Meter: Vorläufe

- Darrel Brown
4 × 100 Meter: 7. Platz

- LeJuan Simon
Dreisprung: 36. Platz in der Qualifikation

- Fana Ashby
Frauen, 100 Meter: Viertelfinale
Frauen, 4 × 100 Meter: Vorläufe

- Kelly-Ann Baptiste
Frauen, 4 × 100 Meter: Vorläufe

- Wanda Hutson
Frauen, 4 × 100 Meter: Vorläufe

- Ayanna Hutchinson
Frauen, 4 × 100 Meter: Vorläufe

- Cleopatra Borel
Frauen, Kugelstoßen: 10. Platz

- Candice Scott
Frauen, Hammerwerfen: 9. Platz

- Marsha Mark-Baird
Frauen, Siebenkampf: 25. Platz

### Schießen
- Roger Daniel
Luftpistole: 27. Platz
Freie Scheibenpistole: 33. Platz

### Schwimmen
- George Bovell
100 Meter Freistil: 11. Platz
200 Meter Freistil: 11. Platz
200 Meter Lagen: Bronze

- Sharntelle McLean
Frauen, 50 Meter Freistil: 38. Platz

- Linda McEachrane
Frauen, 100 Meter Freistil: 42. Platz

### Taekwondo
- Chinedum Osuji
Weltergewicht: 11. Platz